# SS Arezzo
Unione Sportiva Arezzo (w skrócie U.S. Arezzo) – włoski klub piłkarski z siedzibą w Arezzo. Obecnie gra w rozgrywkach Serie C.
Został założony w 1923, jako Juventus Foot Ball Club Arezzo. W 1936 reaktywowany, już jako US Arezzo. W 1993 powstał klub AC Arezzo. Ostatnia reaktywacja miała miejsce w 2010 i klub obecnie figuruje pod nazwą ASD Atletico Arezzo. Ostatni raz w Serie B drużyna ta grała w sezonie 2006/2007.